# Валдманис, Волдемар
Волдемар Валдманис (латыш. Voldemārs Valdmanis; 16 сентября 1905 — 11 декабря 1966) — латвийский и советский сценограф и график. Народный художник Латвийской ССР.

## Биография
Волдемар Валдманис родился 16 сентября 1905 года в селе Хорошовка Тамбовской губернии (ныне — в Лебедянском районе Липецкой области). Брат — художник Вилис Валдманис (1906—1980).
Окончил Цесисское художественно-ремесленное училище (1924), учился в живописной мастерской Уги Скулме (1924—1927).
Работал помощником художника в Рабочем и Национальном театрах (1928—1933), художником-декоратором Латвийского Национального театра (1933—1940), Народного театра (1941—1944), Драматического театра (1944—1946), главным художником Рижской киностудии (1946—1947), директором Музея советского искусства Латвийской ССР (1940—1941).
Был членом художественного объединения «Зелёная ворона», членом Союза художников Латвии (с 1944). Народный художник Латвийской ССР (1963).
Умер 11 декабря 1966 года в Риге, похоронен на Лесном кладбище.

## Творчество
Принимал участие в выставках с 1928 года. Работал в технике акварели, занимался также плакатным искусством и книжной графикой.
Наиболее известные сценографические работы: Латвийский Национальный театр (Драматический театр) — «Дворянское гнездо» Ивана Тургенева (1932), «Сын рыбака» Вилиса Лациса (1934), «Шальной барон Бундулс» Екаба Зейболта (1935), «Виндзорские насмешницы» Уильяма Шекспира (1936), «В огне» Рудольфа Блауманиса (1940), «Как в Гарпетерах историю делали» Арвида Григулиса (1946). Народный театр — «Блудный сын» Рудольфа Блауманиса (1942), «Меланхоличный вальс» Вилиса Лапениека (1944).